# Powierzchnia nieciągłości
Powierzchnia nieciągłości (nieciągłość) – powierzchnia lub wąska strefa w głębi Ziemi, stanowiąca granicę ośrodków o różnych własnościach fizycznych, wyrażająca się w zmianie właściwości fal sejsmicznych, padających na taką granicę.
Najwyraźniejsze nieciągłości rozdzielają skorupę ziemską, płaszcz oraz jądro Ziemi. Na tych granicach następuje nagła zmiana gęstości materii, następstwem czego jest odbicie oraz załamanie fal sejsmicznych, a także zmiana ich prędkości.
Najbardziej znana jest strefa (nieciągłość) Moho, która oddziela skorupę ziemską od płaszcza. Została odkryta jako pierwsza, w 1909 r.
Strefa (nieciągłość) Wiecherta-Gutenberga oddziela płaszcz ziemski od jądra zewnętrznego i jest najbardziej wyraźna, gdyż stykają się tam ciała stałe oraz ciekłe.
Termin powierzchnia nieciągłości w geologii często oznacza też wszelkiego rodzaju powierzchnie, gdzie przerwana jest pierwotna ciągłość masywu skalnego, np. wskutek powstania uskoku.